# Cooper Landing
Cooper Landing aussi appelée Cooper's Landing ou The Landing, est une zone de recensement du borough de la péninsule de Kenai en Alaska aux États-Unis, à 160 kilomètres au sud d'Anchorage, au confluent du lac Kenai et de la rivière Kenai.
La ville vit surtout du tourisme, des départs de randonnée et de la pêche au saumon du fait de sa proximité avec la rivière Kenai. Elle est desservie par la Sterling Highway. C'est une des voies d'accès au Refuge faunique national de Kenai, comme Soldotna ; c'était le territoire traditionnel des Indiens Kenaitze. Une visite guidée du Kenaitze Footprints Heritage site est possible.
Sa population est évaluée à moins de 400 personnes.

## Histoire

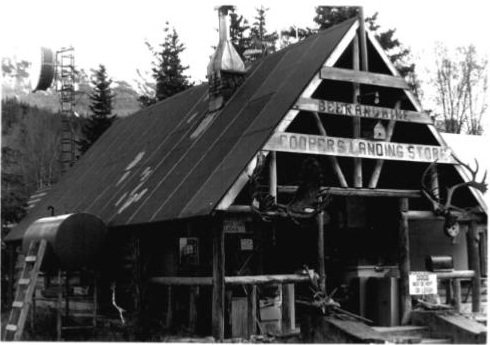
La poste

La ville a été créée au dix-neuvième siècle par les chercheurs d'or, dont l'un, Joseph Cooper, qui y a découvert du minerai en 1884, lui a donné son nom. Un musée, le Charley Hubbard Museum retrace l'historique de cet héritage minier. Toutefois, Peter Doroskin, un ingénieur russe, avait déjà identifié du minerai aurifère dès 1848 alors que l'Alaska appartenait toujours à la Russie.
En 1900 il restait 21 mineurs sur le site. Un bureau de poste ouvrit en 1924 et l'école en 1928.
En 1938 une route fut construite pour rejoindre Seward, une autre, en direction de Kenai, et en 1951, les habitants pouvaient aller en voiture jusqu'à Anchorage.

## Démographie
| 1950 | 1960 | 1970 | 1980 | 1990 | 2000 | 2010 | - |
| ---- | ---- | ---- | ---- | ---- | ---- | ---- | - |
| 60   | 88   | 31   | 116  | 243  | 369  | 289  | - |

## Sources
- (en) Cet article est partiellement ou en totalité issu de l’article de Wikipédia en anglais intitulé « Cooper Landing, Alaska » (voir la liste des auteurs).
- Le grand guide de l'Alaska - Éditions Gallimard
- L'Alaska et le Yukon - Guides Peuples du monde -  (ISBN 978-2-907629-76-8)

## Liens externes

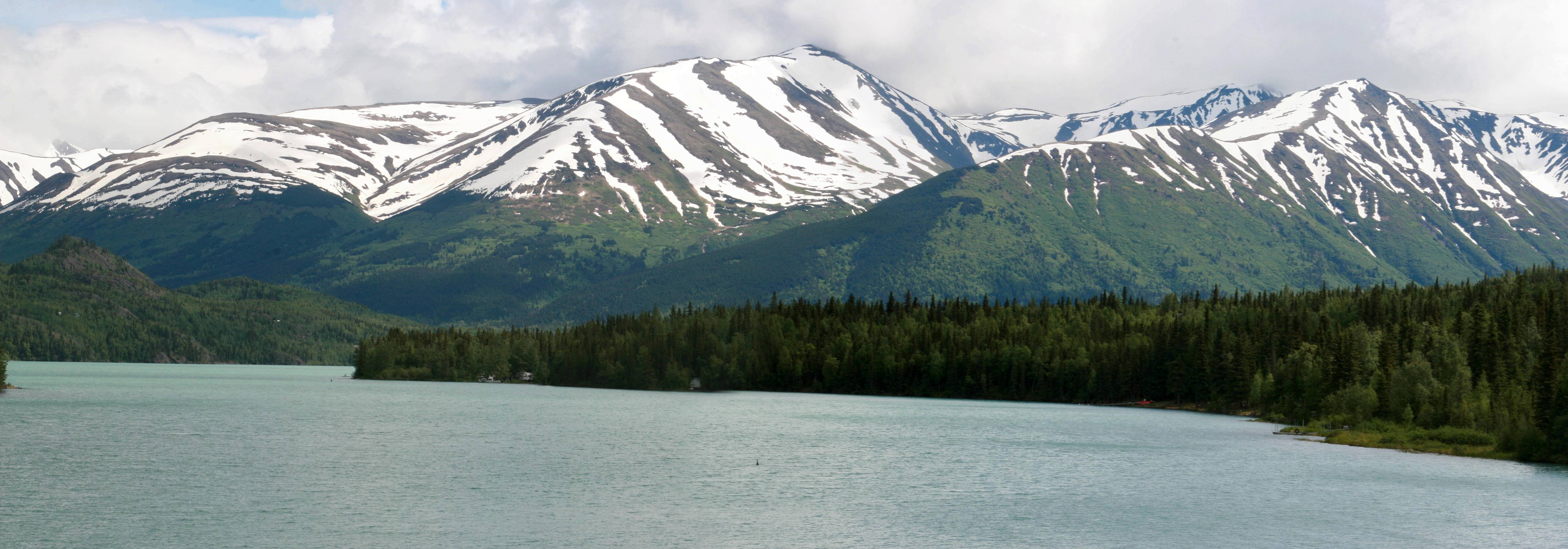
Kenai Lake depuis Cooper Landing